# Bactrocera diaphoropsis
Bactrocera diaphoropsis
 es una especie de díptero que Erich Martin Hering describió por primera vez en 1952. Bactrocera diaphoropsis pertenece al género Bactrocera de la familia Tephritidae. 